# Emil Herzog (Radsportler)
Emil Herzog (* 6. Oktober 2004 in Simmerberg) ist ein deutscher Radrennfahrer.

## Sportlicher Werdegang
Als Junior wurde Herzog 2021 Mitglied im Team Auto Eder, dem Nachwuchsteam von Bora-hansgrohe. In seiner ersten Saison als Junior wurde er Deutscher Meister im Einzelzeitfahren und entschied die Nachwuchswertung dreier Rundfahrten für sich. In der zweiten Junioren-Saison wurde er erneut Deutscher Meister, dieses Mal im Straßenrennen. International war er einer der erfolgreichsten Junioren der Saison 2022 und führte zeitweilig die UCI-Rangliste an. Unter anderem gewann er die Gesamtwertung der Ain Bugey Valromey Tour, der Internationalen Friedensfahrt für Junioren, des Grand Prix Rüebliland und der Internationalen Cottbuser Junioren-Etappenfahrt. Bei den UEC-Straßen-Europameisterschaften 2022 stand er als Dritter auf dem Podium des Einzelzeitfahrens. Die Saison krönte er bei den Straßen-Weltmeisterschaften mit dem Gewinn des Weltmeistertitels im Straßenrennen und der Bronzemedaille im Einzelzeitfahren.
Außerhalb des Straßenradsports war Herzog gelegentlich auf dem MTB unterwegs und stand wiederholt auf dem Podium. Bei den Mountainbike-Weltmeisterschaften 2022 startete er im Cross-Country der Junioren und belegte am Ende den sechsten Platz, nachdem er zwischenzeitlich in Führung lag und nur durch einen Defekt ausgebremst wurde.
Zur Saison 2023 mit dem Wechsel in die U23 wurde Herzog zunächst Mitglied im UCI Continental Team Hagens Berman Axeon, um bereits nach einem Jahr als Profi zu Bora-Hansgrohe zurückzukehren. Sein bisher wertvollstes Ergebnis ist der siebte Platz bei Mailand–Turin 2024.
Die Saison 2025 begann er mit einem 8. Platz bei der Settimana Coppi e Bartali. Außerdem belegte er in der letzten Etappe der Tour of the Alps den 3. Platz, dies war gleichzeitig sein bestes Ergebnis als Profi.    

## Ehrungen
- 2022: Radsportler des Jahres (Junioren)

## Erfolge
2021
- Deutscher Meister (Junioren) – Einzelzeitfahren
- eine Etappe (MZF) und Nachwuchswertung Aubel-Thimister-Stavelot
- Nachwuchswertung Course de la Paix Juniors
- Nachwuchswertung Oberösterreich Juniorenrundfahrt

2022
- Weltmeister (Junioren) – Straßenrennen
- Weltmeisterschaften (Junioren) – Einzelzeitfahren
- Deutscher Meister (Junioren) – Straßenrennen
- Junioren-Europameisterschaften – Einzelzeitfahren
- Giro di Primavera
- Gesamtwertung und eine Etappe Internationale Cottbuser Junioren-Etappenfahrt
- Grand Prix West Bohemia
- Gesamtwertung Course de la Paix Juniors
- eine Etappe Tour du Pays de Vaud
- Gesamtwertung und eine Etappe Ain Bugey Valromey Tour
- Gesamtwertung und eine Etappe Grand Prix Rüebliland

## Wichtige Platzierungen
| Monument                 | 2024 |
| ------------------------ | ---- |
| Mailand–Sanremo          | –    |
| Flandern-Rundfahrt       | 76   |
| Paris–Roubaix            | OTL  |
| Lüttich–Bastogne–Lüttich | –    |
| Lombardei-Rundfahrt      | –    |